# Beccarinda paucisetulosa
Beccarinda paucisetulosa är en tvåhjärtbladig växtart som beskrevs av Cheng Yih Wu och Hsi Wen Li. Beccarinda paucisetulosa ingår i släktet Beccarinda och familjen Gesneriaceae. Inga underarter finns listade i Catalogue of Life.